# Ophiopsila timida
Ophiopsila timida är en ormstjärneart som beskrevs av Jean Baptiste François René Koehler 1930. Ophiopsila timida ingår i släktet Ophiopsila och familjen Ophiocomidae.
Artens utbredningsområde är Madagaskar. Inga underarter finns listade i Catalogue of Life.